# Aleksander II (król Kachetii)
Aleksander II (ur. 1527, zm. 12 marca 1605) – król Kachetii w latach 1574-1605.

## Życiorys
Był synem króla Kachetii Lewana i jego pierwszej żony, księżniczki gurijskiej Tinatin. Po śmierci ojca w 1574 w rywalizacji o władzę pokonał dwóch młodszych braci przyrodnich, El-Mirzę i Dawida, przede wszystkim dzięki natychmiastowemu złożeniu przysięgi wierności szachowi Persji Tahmaspowi. Podobnie jak ojciec, oparł politykę zagraniczną Kachetii na balansowaniu między Persją, Imperium Osmańskim, szamchalem tarkowskim i próbach kontaktu z Rosją. Mimo deklarowanej lojalności wobec szacha musiał skierować najstarszego syna Jesego do Kazwinu jako zakładnika.
W 1578, gdy szachem Persji był już Mohammad Chodabande, Aleksander II wypowiedział Persji posłuszeństwo i przywitał wkraczające na Kaukaz wojska Mustafy Lali Paszy, ogłaszając się lennikiem Osmanów i zobowiązując się do płacenia trybutu w wysokości 30 bel jedwabiu, 10 sokołów, 10 jastrzębi i 20 młodych kobiet i mężczyzn rocznie. W nagrodę Aleksander II otrzymał tytuł bejlerbeja, a jego syn Herakliusz został gubernatorem Şəki. W odwecie szach Mohammad Chodabande uwięził księcia kachetyńskiego Jesego; zmarł on w 1580 nie odzyskawszy wolności.
W 1582, gdy działania wojenne między Turcją i Persją znalazły się w impasie, szach Persji zmusił Aleksandra II do powtórnej deklaracji lojalności. Uwięził w Kazwinie jego kolejnego syna, Konstantyna (który w niewoli przeszedł na islam i całkowicie wyrzekł się gruzińskiego pochodzenia), i zażądał wysokiego trybutu za każdy rok, w którym był tureckim wasalem. Aleksander II musiał przysiąc na Ewangelię, że będzie współpracował z Persami, a także z królem Kartlii Szymonem I. Pod rządami Aleksandra II Kachetia przeżywała okres rozkwitu. Liczba mieszkańców szybko wzrastała, rozwijało się rolnictwo, budowane były nowe monastery i cerkwie. Próbując wyzwolić się spod dominacji perskiej, Aleksander II nawiązał kontakty z Rosją, licząc na jej protekcję. W 1585 wysłał posłów do Moskwy, dwa lata później do Kachetii przybyli posłowie rosyjscy, przywożąc pisemną przysięgę lojalności wobec cara, którą król podpisał. Liczył, że w rewanżu Rosjanie zbudują stały fort nad Terekiem, a także wypowiedzą wojnę szamchalowi terkowskiemu; w tej drugiej sprawie jego nadzieje pozostały płonne. Rosjanie nie zgodzili się również przekazać Gruzinom nowoczesnej artylerii. 
Postępowanie Aleksandra II wzbudziło nieufność szacha Persji Abbasa, tym bardziej, że w tym samym czasie król Kachetii nie oddał mu za żonę swojej córki Nestan-Daredżan. Abbas zażądał oddania na dwór perski kolejnego zakładnika - wnuka Konstantyna.
W 1601 Aleksander II nagle zachorował. Jego syn Dawid ogłosił się nowym królem Kachetii. Gdy Aleksander II wyzdrowiał, nowy król odmówił złożenia władzy i zmusił ojca do wstąpienia do monasteru. Dawid stoczył walkę o władzę z młodszym bratem Jerzym; gdy osobiście zabił jednego z jego zwolenników, który usiłował schronić się w cerkwi, Aleksander II przeklął starszego syna. W 1602 Dawid zmarł, a Aleksander II wrócił na tron.
W 1603 szach Abbas wezwał Aleksandra II i króla Kartlii Jerzego X na wojnę z Turcją. Władca Persji nie ufał królowi Kachetii, który nieustannie utrzymywał kontakty z Rosją; kachetyńska szlachta była podzielona co do tego, czy kraj powinien być lojalny wobec Persji, czy postawić na sojusz z Rosją. Aleksander II uczynił gest pod adresem szacha, wysyłając na jego dwór swoich wnuków, dzieci Dawida: Tejmuraza i Helenę. Abbas nie ufał już jednak królowi Kachetii. Polecił jego synowi Konstantynowi zabić ojca, gdyby ten okazał się nielojalny wobec szacha. Nakazał również, by obydwaj wyruszyli na wojnę z Turcją i zaatakowali Szyrwan. W marcu 1605 między synem i ojcem doszło do kłótni o dalszy sposób prowadzenia kampanii wojennej. Konstantyn zaatakował i zabił najpierw swojego brata Jerzego; następnie jego ludzie zamordowali Aleksandra II oraz pięciu obecnych na naradzie możnowładców, biskupa Rustawi i jego brata. Konstantyn ogłosił się nowym królem Kachetii, a głowy ojca i brata wysłał na dwór perski jako dowód lojalności. Ciała natomiast polecił pochować w monasterze Alawerdi.

## Rodzina
Aleksander II był żonaty z kobietą z rodu Amilachwari. Ze związku tego przyszły na świat następujące dzieci:
- Herakliusz[1]
- Dawid, król Kachetii w 1602[6]
- Konstantyn, król Kachetii w 1605[2]
- Anna, małżonka króla Kartlii Bagrata VII[7]
- Nestan-Daredżan, małżonka króla Megrelii Manuczara Dadianiego[6]
- Tinatin, małżonka Hamzy Mirzy, syna szacha Mohammada Chodabande[8].